# アリソン・デインジャー
アリソン・デインジャー（Allison Danger、本名：キャシー・アリソン・コリノ（Cathy Allison Corino）、1977年3月31日 - ）は、カナダ・マニトバ州ウィニペグ出身の女子プロレスラー。スティーブ・コリノは実兄。

## 来歴
高校時代はチアリーダーの傍ら、フィールドホッケー、ソフトボール、陸上競技にも励むマルチアスリートであった。卒業後はアイスホッケー選手として2年間プレーした。
その後、兄・スティーブの紹介でECWに入団。マネージャーを経て2000年5月にプロレスラーデビュー。
その後はインディ団体を転々として、ヨーロッパや日本でも試合を行う。日本ではAtoZやCHICK FIGHTS SUNなどに参戦した。
2004年、ROHに参戦。
2005年、SHIMMERを旗揚げ。
2013年4月9日、引退を表明。14日のSHIMMER57でラストマッチが組まれ、Leva Batesと組んで浜田文子&チアリーダー・メリッサとタッグマッチで対戦、 SHIMMER王者のメリッサをギブアップに追い込み有終の美を飾った。

## 得意技
- オクラホマ・ロール

## タイトル
- IWFタッグチーム選手権（w / Rapid Fire Maldonado）
- ICWA女子選手権
- NBWA女子選手権
- WORLD-1女子選手権
- WCEWディーバ選手権
- WXW女子タッグチーム選手権（w / Alere Little Feather）